# Callosamia atys
Callosamia atys är en fjärilsart som beskrevs av Dusuzeau och L.Sonthonnax 1897. Callosamia atys ingår i släktet Callosamia och familjen påfågelsspinnare. Inga underarter finns listade i Catalogue of Life.